# Remigius Bärlocher
Remigius Bärlocher (* 14. Oktober 1915 in Bazenheid; † 15. Dezember 1984 in St. Gallen) war ein Schweizer Jurist und Politiker (CSP).

## Leben
Bärlocher, Sohn des Bezirksammanns Remigius Bärlocher, absolvierte nach dem Besuch der Stiftsschule Engelberg ein Studium der Rechtswissenschaft an den Universitäten Freiburg, Zürich und Bern. 1941 promovierte er zum Dr. iur.
Ab 1944 war er Rechtsanwalt in St. Gallen (Advokaturbüro Holenstein). Von 1957 bis 1968 war er konservativ-christlichsozialer St. Galler Grossrat und von 1963 bis 1971 Nationalrat.
Bärlocher wirkte als angesehener Jurist bei vielen wichtigen Geschäften (u. a. Jurafrage) auf kantonaler und eidgenössischer Ebene mit. Nach seinem Rückzug aus der Politik war er in leitender Stellung in verschiedenen Verbänden, Aktiengesellschaften und Genossenschaften tätig, u. a. in der Schweizerischen Gewerbekammer, im Bankrat der Nationalbank sowie im Handels- und Industrieverein.
1955 heiratete er Margrith Göldi. Er war Mitglied der Studentenverbindung AV Berchtoldia Bern.